# Đường cao tốc Jungang
| Các tuyến đường cao tốc trước năm 2001 (Điểm xuất phát tính trước ngày 24/08/2001) | Các tuyến đường cao tốc trước năm 2001 (Điểm xuất phát tính trước ngày 24/08/2001) |
| ---------------------------------------------------------------------------------- | ---------------------------------------------------------------------------------- |
| Kí hiệu tuyến đường Năm sử dụng                                                    |                                                                                    |
| Năm 1997 ~ 2001                                                                    |                                                                                    |
| Tên tuyến đường                                                                    | Đường cao tốc Busan–Daegu (Đường cao tốc số 19)                                    |
| Điểm bắt đầu                                                                       | Sasang-gu, Busan                                                                   |
| Điểm kết thúc                                                                      | Dong-gu, Daegu                                                                     |

| Các tuyến đường cao tốc trước năm 2001 (Điểm xuất phát tính trước ngày 24/08/2001) | Các tuyến đường cao tốc trước năm 2001 (Điểm xuất phát tính trước ngày 24/08/2001) | Các tuyến đường cao tốc trước năm 2001 (Điểm xuất phát tính trước ngày 24/08/2001) |
| ---------------------------------------------------------------------------------- | ---------------------------------------------------------------------------------- | ---------------------------------------------------------------------------------- |
| Kí hiệu tuyến đường Năm sử dụng                                                    |                                                                                    |                                                                                    |
| Năm 1994 ~ 1997                                                                    | Năm 1997 ~ 2001                                                                    |                                                                                    |
| Tên tuyến đường                                                                    | Đường cao tốc Jungang (Đường cao tốc số 14)                                        | Đường cao tốc Jungang (Đường cao tốc số 14)                                        |
| Điểm bắt đầu                                                                       | Buk-gu, Daegu                                                                      | Buk-gu, Daegu                                                                      |
| Điểm kết thúc                                                                      | Chuncheon-si, Gangwon-do                                                           | Chuncheon-si, Gangwon-do                                                           |

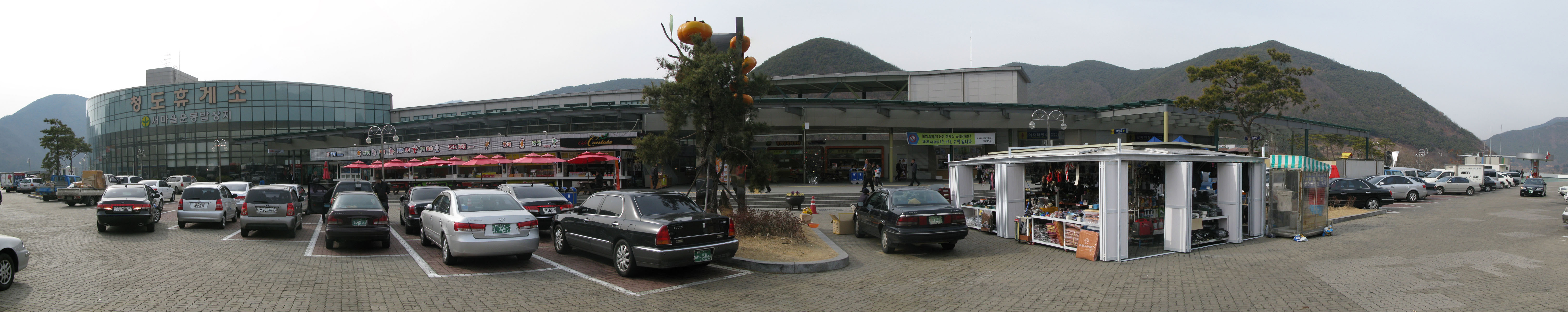
Khu dịch vụ Cheongdo Saemaeul

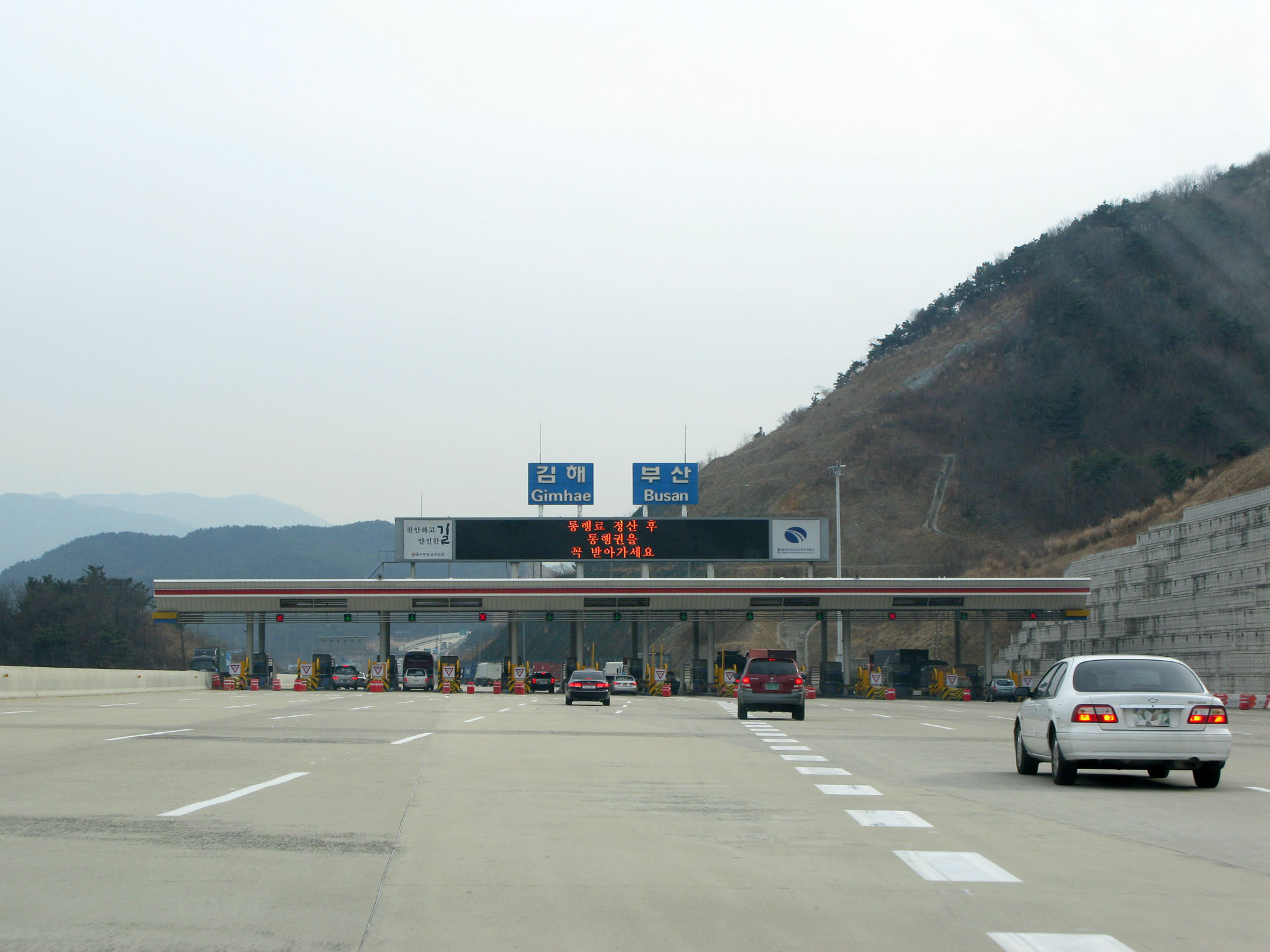
Trạm thu phí Gimhae Busan trước khi phá dỡ

Đường cao tốc Jungang (tiếng Hàn: 중앙고속도로) là đường cao tốc của Hàn Quốc nối phía bắc và phía nam, bắt đầu từ Sasang-gu, Busan và kết thúc tại Chuncheon, Gangwon-do. Đường cao tốc này có sự kết hợp giữa phần tài chính quốc gia do Tổng công ty Đường cao tốc Hàn Quốc điều hành và phần do tư nhân tài trợ và điều hành.
Tên của nó có nghĩa đen là "Đường cao tốc trung tâm" và phần lớn chiều dài của nó chạy qua địa hình đồi núi gần đường trung tâm đông-tây của đất nước, bao gồm các công viên quốc gia Chiaksan và Sobaeksan. Nó có tổng chiều dài khoảng 388,1 km.

## Lịch sử
- 20 tháng 10 năm 1989: Đoạn giữa Geumho-dong, Buk-gu, Daegu-si ~ Seoksa-dong, Chuncheon-si, Gangwon-do được chỉ định là Đường cao tốc số 14 Đường cao tốc Jungang (Tuyến Jungang)[1]
- 14 tháng 12 năm 1989: Để xây dựng Đường cao tốc Jungang, khu vực đường được xác định giữa Geumho-dong, Buk-gu, Daegu-si và Joam-dong, Bomun-myeon, Yecheon-gun, Gyeongsangbuk-do và Gangpyeong-ri, Bongyang-myeon, Jewon-gun, Chungcheongbuk-do và Seoksa-dong, Chuncheon-si, Gangwon-do, 106,235 km[2][3]
- 29 tháng 4 năm 1992: Đoạn giữa Daejeo 1-dong, Gangseo-gu, Busan và Yonggye-dong, Dong-gu, Daegu được chỉ định là Đường cao tốc số 19 Đường cao tốc Busan ~ Daegu (Tuyến Busan ~ Daegu)[4]
- 18 tháng 5 năm 1992: Để xây dựng đoạn Daedong-Gimhae của Đường cao tốc Busan ~ Daegu, Wolchon-ri, Daedong-myeon, Gimhae-gun, Gyeongsangnam-do và Daejeo 1-dong, Gangseo-gu, Busan đã được xác định làm phân vùng đường cho đoạn 8,792km[5]
- 9 tháng 6 năm 1992: Thay đổi khu vực đường giữa Saam-ri và Sinchon-ri, Dongnae-myeon, Chunseong-gun, Gangwon-do để xây dựng Chuncheon IC[6]
- 12 tháng 11 năm 1992: Để xây dựng đoạn Yecheon-Jecheon của Đường cao tốc Jungang, khu vực đường dài 73,744 km đã được xác định giữa Jaksak-ri, Bomun-myeon, Yecheon-gun, Gyeongsangbuk-do và Jangpyeong-ri, Bongyang-myeon, Jecheon-gun, Chungcheongbuk-do[7]
- 31 tháng 12 năm 1992: Do thay đổi thiết kế của Đường cao tốc Jungang (2 làn → 4 làn), đoạn 87,48 km từ Geumho-dong, Buk-gu, Daegu-si đến Pungsan-eup, Andong-gun, Gyeongsangbuk-do, đoạn 38,7 km từ Bongyang-myeon, Jecheon-gun, Chungcheongbuk-do đến Jijeong-myeon, Wonju-gun, Gangwon-do và đoạn 38,7 km từ Hongcheon-eup, Hongcheon-gun đến Chuncheon-si, Gangwon- thay đổi vùng đường 26,1km Seoksa-dong[8]
- 28 tháng 4 năm 1994: Thay đổi diện tích đường 808m ở Daejeo 1-dong, Gangseo-gu, Busan, để xây dựng cầu Nakdong vào tháng 12 năm 1996[9]
- 21 tháng 10 năm 1994: Do thay đổi thiết kế của Hongcheon IC, khu vực đường đã được thay đổi trong đoạn 790m của Haoan-ri, Hongcheon-eup, Hongcheon-gun, Gangwon-do [10]
- 15 tháng 12 năm 1994: Đoạn 6,1 km giữa Kumho JC ~ Chilgok JC và đoạn 6,2 km giữa Manjong và S.Wonju JC được khai trương.[11]
- 18 tháng 2 năm 1995: Xác định vùng đường cho Đường cao tốc Busan ~ Daegu giữa Dong-gu, Daegu và Samseong-ri, Namcheon-myeon, Gyeongsan-gun, Gyeongsangbuk-do[12]
- 12 tháng 6 năm 1995: Do công việc mở rộng 4 làn xe khứ hồi giữa Andong và Yeongju cho đến tháng 12 năm 2001, đoạn đường dài 25,5 km giữa Nodong, Pungsan-eup, Andong-si, Gyeongsangbuk-do và Galsan-ri, Jangsu-myeon, Yeongju-si đã được thay đổi[13]
- 29 tháng 8 năm 1995: Đoạn 79,8km giữa Chilgok IC ~ W.Andong IC, Đoạn 30,1km giữa W.Jecheon IC ~ S.Wonju IC, Đoạn 25,2km giữa Hongcheon IC ~ Chuncheon IC, 2 làn khứ hồi (chuẩn bị mở rộng lên 4 làn xe khứ hồi) khai trương.[14]
- 28 tháng 3 năm 1996: Mở rộng 4 làn xe giữa Chilgok IC ~ W.Andong IC, Yeongju ~ Punggi IC, Jecheon IC và S.Wonju IC, và Hongcheon IC và Chuncheon IC bắt đầu.
- 4 tháng 6 năm 1996: Để xây dựng đoạn Yeongju-Jecheon của Đường cao tốc Jungang vào tháng 12 năm 2001, khu vực đường được xác định cho đoạn 60,1 km giữa Galsan-ri, Jangsu-myeon, Yeongju-si, Gyeongsangbuk-do và Jangpyeong -ri, Bongyang-eup, Jecheon-si, Chungcheongbuk-do[15]
- 28 tháng 6 năm 1996: Khai trương đoạn 7,0km giữa Daejeo JC ~ Daedong JC[16]
- 1 tháng 7 năm 1996: Điểm xuất phát được thay đổi từ 'Geumho-dong, Buk-gu, Daegu' thành 'Geumho-dong, Buk-gu, Daegu'. Thay đổi điểm đầu của Đường cao tốc Busan ~ Daegu từ 'Daejeo 1-dong, Gangseo-gu, Busan' thành 'Samnak-dong, Sasang-gu, Busan' và điểm cuối từ 'Yonggye-dong, Dong-gu, Daegu Thành phố thủ đô' đến 'Yongye-dong, Dong-gu, Daegu'.[17]
- 26 tháng 7 năm 1996: Quyết định khu vực đường cho đoạn 22,71km giữa Mijeon-ri, Samnangjin-eup, Daedong-myeon, Gimhae-si, Gyeongsangnam-do để xây dựng đoạn Samnangjin-Daedong của Đường cao tốc Busan ~ Daegu bởi Tháng 12 năm 2001[18]
- 7 tháng 12 năm 1996: Đoạn 42,6 km giữa Shinpyeong-ri, Jijeong-myeon, Wonju-si, Gangwon-do và Haoan-ri, Hongcheon-eup, Hongcheon-gun được đổi thành 42,3 km để xây dựng Wonju-Hongcheon đoạn đường cao tốc Jungang vào tháng 12 năm 2001[19]
- 13 tháng 2 năm 1997: Đoạn 3.035 km giữa Geumchang-ri, Sillim-myeon và Geumdae-ri, Panbu-myeon, Wonju-si, Gangwon-do được đổi thành 2.881 km do thay đổi hướng tuyến ở một số đoạn của Đường cao tốc Jungang Phần Jecheon ~ Wonju của phần Jecheon ~ Wonju cho đến tháng 12 năm 2000.[20]
- 5 tháng 3 năm 1997: Thay đổi diện tích đường thành 772m ở Samnak-dong, Sasang-gu, Busan để xây dựng cầu Nakdonggang vào tháng 12 năm 1998[21]
- 10 tháng 6 năm 1997: Thay đổi diện tích đường cho đoạn 980m của Gacheon-ri, Dongmyeong-myeon, Chilgok-gun, Gyeongsangbuk-do để xây dựng Khu nghỉ ngơi Dongmyeong vào tháng 12 năm 1999[22]
- 23 tháng 6 năm 1997: Thay đổi khu vực đường giữa Wonchang-ri, Dongsan-myeon và Saam-ri, Dongnae-myeon, Chuncheon-si, Gangwon-do để xây dựng khu dịch vụ Chuncheon (trở lên) cho đến tháng 5 năm 2000[23]
- 14 tháng 3 năm 1998: Xác định khu vực đường giữa Samseong-ri, Namcheon-myeon, Gyeongsan-si, Gyeongsangbuk-do và Gagok-dong, Milyang-si, Gyeongsangnam-do để xây dựng đoạn Gyeongsan ~ Samnangjin của Đường cao tốc Busan ~ Daegu năm 2003[24]
- Ngày 10 tháng 6 năm 1998: Đoạn giữa Yongam-ri và Sillim-ri, Wonju-si, Gangwon-do để cải thiện Sillim IC và lắp đặt trạm thu phí vào tháng 12 năm 2000[25], đoạn giữa Shin-dong, Jecheon-si và Bongyang-eup, Jangpyeong-ri, W.Jecheon Nút giao và di dời Quốc lộ số 5[26], Thay đổi khu vực đường giữa Seoksa-dong, Chuncheon-si và Sinchon-ri, Dongnae-myeon, Gangwon-do cho việc xây dựng ba chiều của phần cuối của Chuncheon[27]
- 27 tháng 6 năm 1998: Thay đổi tuyến đường giữa Danseong-myeon, Danyang-gun vào tháng 12 năm 2002, đoạn 3,18 km giữa Duum-ri, Daegang-myeon và Sangbang-ri, Danseong-myeon, Danyang-gun, Chungcheongbuk-do đã được thay đổi thành 3,204 km[28], và Paji-ri, Jangsu-myeon và Muk-ri, Anjeong-myeon, Yeongju-si, Gyeongsangbuk-do để mở rộng Khu nghỉ ngơi Yeongju. Thay đổi diện tích đoạn đường 1,068 km[29]
- 2 tháng 7 năm 1998: Thay đổi khu vực đường giữa Wolim-ri JC, Geumseong-myeon và Bongyang-eup, Jecheon-si, Chungcheongbuk-do, để thành lập Khu nghỉ ngơi Jecheon vào tháng 12 năm 2002[30]
- 15 tháng 9 năm 1998: Xác định khu vực đường cho đoạn 9.492km giữa Gagok-dong và Samnangjin-eup Mijeon-ri, Milyang-si, Gyeongsangnam-do để xây dựng đoạn Gyeongsan-Samnangjin của Đường cao tốc Busan ~ Daegu đến năm 2003[31]
- 7 tháng 11 năm 1998: Thay đổi khu vực đường ở Musil-dong, Wonju-si, Gangwon-do để cải thiện S.Wonju JC và lắp đặt trạm thu phí vào năm 2001[32]
- 12 tháng 1 năm 1999: Điều chỉnh chiều dài đường hầm Jukryeong từ 4.130m lên 4.520m[33]
- 1 tháng 7 năm 1999: Samrak IC ~ Daejeo IC (Cầu Gangseo Nakdonggang) đoạn 1,6 km thông xe[34]
- 16 tháng 9 năm 1999: Đoạn 16,5km giữa S.Andong IC ~ W.Andong IC, mở rộng và mở 4 làn xe, mở mới đoạn 25,5km giữa W.Andong IC ~ Yeongju IC[35]
- 25 tháng 2 năm 2000: Công bố kế hoạch thực hiện dự án đầu tư tư nhân đường cao tốc Daegu ~ Daedong[36]
- 1 tháng 6 năm 2000: Mở rộng, mở đường đoạn 64,9km giữa Chilgok IC ~ W.Andong IC, đoạn 9,5km giữa Yeongju IC ~ Punggi IC, đoạn 37,6km giữa W.Jecheon IC ~ S.Wonju IC, và đoạn 26,2km giữa Hongcheon IC ~ Chuncheon là khứ hồi 4[37]
- 12 tháng 2 năm 2001: Khởi công xây dựng Daedong JC ~ E.Daegu JC (Đoạn riêng của Đường cao tốc Daegu ~ Busan mới)
- 17 tháng 8 năm 2001: Khai trương đoạn 42,5km giữa Manjong JC ~ Hongcheon JC [38]
- 25 tháng 8 năm 2001: Tất cả các đoạn của Đường cao tốc Busan ~ Daegu hiện tại đã được hợp nhất và số tuyến đường được thay đổi từ số 14 thành số 55.[39]
- 14 tháng 9 năm 2001: W.Jecheon IC đổi tên thành Jecheon IC
- 14 tháng 12 năm 2001: Đoạn 51,2km giữa Punggi IC ~ Jecheon IC thông xe.[40]
- 8 tháng 4 năm 2002: Thay đổi khu vực đường giữa Yonggye-dong, Dong-gu, Thành phố thủ đô Daegu và Wolchon-ri, Daedong-myeon, Gimhae-si, Gyeongsangnam-do, 82,05 km để chuyển Gyeongsan IC thành lối đi bằng phẳng bởi Tháng 2 năm 2006[41]
- 5 tháng 12 năm 2002: Điểm cuối thay đổi từ 'Dongnae-myeon, Chuncheon-si, Gangwon-do' thành 'Sinbuk-eup, Chuncheon-si, Gangwon-do'[42]
- 24 tháng 2 năm 2003: Thay đổi khu vực đường giữa Cheonpyeong-ri và Seoguri, Gasan-myeon, Chilgok-gun, Gyeongsangbuk-do để xây dựng cải tiến Gasan IC cho đến tháng 12 năm 2003[43]
- 3 tháng 4 năm 2004: Thay đổi khu vực đường giữa Yonggye-dong, Dong-gu, Daegu và Wolchon-ri, Daedong-myeon, Gimhae-si, Gyeongsangnam-do để xây dựng kết nối N.Miryang JCcho đến tháng 2 năm 2006[44]
- 17 tháng 5 năm 2004: Trạm thu phí Daedong được lắp đặt vào tháng 2 năm 2006, mở rộng làn đường tại trạm thu phí E.Daegu JC và Cổng thu phí Daegu thay đổi khu vực đường giữa Yonggye-dong, Dong-gu, Daegu và Wolchon-ri, Daedong-myeon, Gimhae-si, Gyeongsangnam-do, 82,05km[45]
- 14 tháng 5 năm 2005: Thời gian thực hiện dự án xây dựng đường cao tốc khu vực tư nhân Daegu ~ Busan bị hoãn lại đến tháng 2 năm 2006[46]
- 15 tháng 2 năm 2006: Thay đổi Kế hoạch Thực hiện Dự án Đầu tư Tư nhân Đường cao tốc Daegu ~ Busan[47]
- 25 tháng 1 năm 2006: Daedong JC ~ E.Daegu JC (Đường cao tốc đầu tư tư nhân đường cao tốc Daegu ~ Busan mới) 82,05 km được khai trương[48] và E.Daegu IC của Đường cao tốc Gyeongbu được chuyển sang Đường cao tốc Jungang, và E.Daegu IC hiện tại được đổi thành E.Daegu JC.
- 8 tháng 11 năm 2007: Chỉ định giới hạn tốc độ giữa Daedong JC ~ E.Daegu JC tối đa là 110 km/h và tối thiểu là 60 km/h[49]
- 19 tháng 5 năm 2008: Thay đổi khu vực đường giữa Goeun-ri và Saam-ri, Dongnae-myeon, Chuncheon-si, Gangwon-do để xây dựng di dời trạm thu phí Chuncheon vào năm 2009[50]
- 14 tháng 1 năm 2009: Khai trương Chojeong JC
- 27 tháng 5 năm 2009: Chỉ định giới hạn tốc độ giữa Daedong JC ~ E.Daegu JC tối đa là 110 km/h và tối thiểu là 60 km/h[51]
- Ngày 1 tháng 6 năm 2009: Khai trương hệ thống Hi-pass đoạn Daedong JC ~ E.Daegu JC[52]
- 18 tháng 6 năm 2009: Di chuyển trạm thu phí Chuncheon từ Joyang-ri, Dongsan-myeon đến Saam-ri, Dongnae-myeon[53]
- 23 tháng 6 năm 2009: Thay đổi diện tích đường giữa Seogu-ri và Cheonpyeong-ri 1,99 km, Gasan-myeon, Chilgok-gun, Gyeongsangbuk-do để xây dựng Gasan JC vào tháng 12 năm 2010[54][55]
- 15 tháng 7 năm 2009: Khai trương Chuncheon JC
- 1 tháng 9 năm 2010: Daedong JC ~ E.Daegu JC chỉ định giới hạn tốc độ tối đa là 110 km/h và tối thiểu 50 km/h[56]
- Ngày 28 tháng 12 năm 2010: Công bố đoạn 370,85km từ Samrak IC đến Chuncheon IC là Đường cao tốc Jungang tại địa chỉ tên đường[57]
- 20 tháng 8 năm 2013: Khu dịch vụ Cheongdo đổi tên thành Khu dịch vụ Cheongdo Saemaeul
- 27 tháng 3 năm 2015: Bộ Đất đai, Cơ sở hạ tầng và Giao thông đã chỉ định điểm bắt đầu là 'Samnak-dong, Sasang-gu, Busan' và thay đổi điểm kết thúc từ 'Sinbuk-eup, Chuncheon-si, Gangwon-do' thành ' Seoksa-dong, Chuncheon-si, Gangwon-do'[58]
- 30 tháng 6 năm 2015: Khai trương Jecheon JC
- 1 tháng 9 năm 2016: Daedong JC ~ E.Daegu JC được chỉ định giới hạn tốc độ tối đa là 110 km/h và tối thiểu 50 km/h[59]
- 11 tháng 11 năm 2016: Với sự ra đời của hệ thống thu phí một lần, trạm thu phí Gimhae Busan và trạm thu phí Daegu đã bị dỡ bỏ và Sinpyeong JC được mở.
- 26 tháng 12 năm 2016: Khai trương Andong JC
- 28 tháng 6 năm 2017: Khai trương Gunwi JC
- 7 tháng 2 năm 2018: Khai trương Daegam JC
- 24 tháng 9 năm 2019: Khu dịch vụ Danyang đổi tên thành Khu dịch vụ Danyang Palgyeong[60]
- 26 tháng 9 năm 2019: Thay đổi khu vực đường giữa Yonggye-dong, Dong-gu, Daegu và Wolchon-ri, Daedong-myeon, Gimhae-si, Gyeongsangnam-do để xây dựng một nơi trú ẩn buồn ngủ ở Hado-ri, Namcheon-myeon, Gyeongsan-si, Gyeongsangbuk-do trước ngày 31 tháng 12 năm 2020[61]
- 11 tháng 12 năm 2020: Khánh thành Miryang JC

## Tổng quan tuyến đường

### Số làn đường
- Samnak IC ~ Chojeong IC, Daedong JC ~ E.Daegu JC, Geumho JC ~ Chuncheon JC : 4 làn xe khứ hồi
- Chojeong IC ~ Daedong JC: 6 làn xe khứ hồi
- E.Daegu JC ~ Geumho JC (Đoạn đi trùng với Đường cao tốc Gyeongbu): 8 làn xe khứ hồi

### Tổng đoạn mở rộng
- 388.10 km

### Tốc độ giới hạn
- Chuncheon IC ~ E.Daegu JC, Daedong JC ~ Samnak IC : Tối đa 100 km/h, Tối thiểu 50 km/h (Tuy nhiên, Hướng đi Chuncheon đoạn Chuncheon SA - Chuncheon IC, Hướng đi Busan đoạn Daedong JC - Daegam JC Tối đa 100 km/h, Tối thiểu 60 km/h, bao gồm các đoạn đi trùng với Đường cao tốc Gyeongbu)
- E.Daegu JC ~ Daedong JC : Tối đa 110 km/h, Tối thiểu 70 km/h

### Kiểm soát tốc độ
- Hướng đi Daegu, Busan  : Hầm Jukryeong - Cầu Sucheol dài 5.6km, Dabu IC - Dongmyeong SA dài 4km, giới hạn tốc độ 100km/h
- Hướng đi Chuncheon : Dongmyeong SA - Dabu IC dài 4km, Chiak SA - Cầu Geumdae 4 dài 5.9km, giới hạn tốc độ 100km/h

### Đường hầm
| Tên            | Vị trí                                                         | Chiều dài | Ngày hoàn thành | Ghi chú            |
| -------------- | -------------------------------------------------------------- | --------- | --------------- | ------------------ |
| Hầm Sangdong 1 | Mae-ri, Sangdong-myeon, Gimhae-si, Gyeongsangnam-do            | 547m      | 2006            | Hướng đi Chuncheon |
| Hầm Sangdong 1 | Mae-ri, Sangdong-myeon, Gimhae-si, Gyeongsangnam-do            | 550m      | 2006            | Hướng đi Busan     |
| Hầm Sangdong 2 | Daegam-ri, Sangdong-myeon, Gimhae-si, Gyeongsangnam-do         | 520m      | 2006            | Hướng đi Chuncheon |
| Hầm Yongsan    | Yeocha-ri, Sangdong-myeon, Gimhae-si, Gyeongsangnam-do         | 50m       | 2006            | Hướng đi Busan     |
| Hầm Mucheok    | Yeocha-ri, Sangdong-myeon, Gimhae-si, Gyeongsangnam-do         | 2,010m    | 2006            | Hướng đi Chuncheon |
| Hầm Mucheok    | Yeocha-ri, Sangdong-myeon, Gimhae-si, Gyeongsangnam-do         | 2,030m    | 2006            | Hướng đi Busan     |
| Hầm Saengrim 1 | Anyang-ri, Saengnim-myeon, Gimhae-si, Gyeongsangnam-do         | 292m      | 2006            | Hướng đi Chuncheon |
| Hầm Saengrim 1 | Anyang-ri, Saengnim-myeon, Gimhae-si, Gyeongsangnam-do         | 240m      | 2006            | Hướng đi Busan     |
| Hầm Saengrim 2 | Anyang-ri, Saengnim-myeon, Gimhae-si, Gyeongsangnam-do         | 517m      | 2006            | Hướng đi Chuncheon |
| Hầm Saengrim 2 | Anyang-ri, Saengnim-myeon, Gimhae-si, Gyeongsangnam-do         | 485m      | 2006            | Hướng đi Busan     |
| Hầm Samnangjin | Mijeon-ri, Samnangjin-eup, Miryang-si, Gyeongsangnam-do        | 722m      | 2006            | Hướng đi Chuncheon |
| Hầm Samnangjin | Mijeon-ri, Samnangjin-eup, Miryang-si, Gyeongsangnam-do        | 740m      | 2006            | Hướng đi Busan     |
| Hầm Gagok      | Gagok-dong, Miryang-si, Gyeongsangnam-do                       | 375m      | 2006            | Hướng đi Chuncheon |
| Hầm Gojeong 1  | Eomgwang-ri, Sanoe-myeon, Miryang-si, Gyeongsangnam-do         | 1,147m    | 2006            | Hướng đi Chuncheon |
| Hầm Gojeong 1  | Eomgwang-ri, Sanoe-myeon, Miryang-si, Gyeongsangnam-do         | 1,118m    | 2006            | Hướng đi Busan     |
| Hầm Gojeong 2  | Gojeong-ri, Sangdong-myeon, Miryang-si, Gyeongsangnam-do       | 1,060m    | 2006            | Hướng đi Busan     |
| Hầm Gojeong 3  | Gojeong-ri, Sangdong-myeon, Miryang-si, Gyeongsangnam-do       | 655m      | 2006            | Hướng đi Chuncheon |
| Hầm Cheongdo 1 | Yuho-ri, Cheongdo-eup, Cheongdo-gun, Gyeongsangbuk-do          | 571m      | 2006            | Hướng đi Chuncheon |
| Hầm Cheongdo 1 | Yuho-ri, Cheongdo-eup, Cheongdo-gun, Gyeongsangbuk-do          | 577m      | 2006            | Hướng đi Busan     |
| Hầm Cheongdo 2 | Hado-ri, Namcheon-myeon, Gyeongsan-si, Gyeongsangbuk-do        | 1,550m    | 2006            | Hướng đi Chuncheon |
| Hầm Cheongdo 2 | Songsong-ri, Hwayang-eup, Cheongdo-gun, Gyeongsangbuk-do       | 1,550m    | 2006            | Hướng đi Busan     |
| Hầm Namcheon   | Hyeopseok-ri, Namcheon-myeon, Gyeongsan-si, Gyeongsangbuk-do   | 870m      | 2006            | Hướng đi Chuncheon |
| Hầm Namcheon   | Hyeopseok-ri, Namcheon-myeon, Gyeongsan-si, Gyeongsangbuk-do   | 867m      | 2006            | Hướng đi Busan     |
| Hầm Kumho      | Geumho-dong, Buk-gu, Daegu                                     | 670m      | 1995            | Hướng đi Chuncheon |
| Hầm Kumho      | Geumho-dong, Buk-gu, Daegu                                     | 660m      | 1995            | Hướng đi Busan     |
| Hầm Eupnae     | Eupnae-dong, Buk-gu, Daegu                                     | 280m      | 1995            | Hướng đi Chuncheon |
| Hầm Eupnae     | Eupnae-dong, Buk-gu, Daegu                                     | 288m      | 2000            | Hướng đi Busan     |
| Hầm Dabu       | Gacheon-ri, Dongmyeong-myeon, Chilgok-gun, Gyeongsangbuk-do    | 1,041m    | 1995            | Hướng đi Chuncheon |
| Hầm Dabu       | Gacheon-ri, Dongmyeong-myeon, Chilgok-gun, Gyeongsangbuk-do    | 1,075m    | 2000            | Hướng đi Busan     |
| Hầm Gasan      | Seokuri-ri, Gasan-myeon, Chilgok-gun, Gyeongsangbuk-do         | 765m      | 1995            | Hướng đi Chuncheon |
| Hầm Gasan      | Seokuri-ri, Gasan-myeon, Chilgok-gun, Gyeongsangbuk-do         | 748m      | 2000            | Hướng đi Busan     |
| Hầm Jangcheon  | Muk-eori, Jangcheon-myeon, Gumi-si, Gyeongsangbuk-do           | 210m      | 1995            | Hướng đi Chuncheon |
| Hầm Jangcheon  | Muk-eori, Jangcheon-myeon, Gumi-si, Gyeongsangbuk-do           | 210m      | 2000            | Hướng đi Busan     |
| Hầm Gunwi      | Muk-eori, Jangcheon-myeon, Gumi-si, Gyeongsangbuk-do           | 468m      | 1995            | Hướng đi Chuncheon |
| Hầm Gunwi      | Muk-eori, Jangcheon-myeon, Gumi-si, Gyeongsangbuk-do           | 610m      | 2000            | Hướng đi Busan     |
| Hầm Iljik      | Pyeongpal-ri, Iljik-myeon, Andong-si, Gyeongsangbuk-do         | 340m      | 1995            | Hướng đi Chuncheon |
| Hầm Iljik      | Pyeongpal-ri, Iljik-myeon, Andong-si, Gyeongsangbuk-do         | 326m      | 2000            | Hướng đi Busan     |
| Hầm Poongsan   | Sugok-ri, Pungsan-eup, Andong-si, Gyeongsangbuk-do             | 200m      | 1995            | Hướng đi Chuncheon |
| Hầm Poongsan   | Sugok-ri, Pungsan-eup, Andong-si, Gyeongsangbuk-do             | 210m      | 1999            | Hướng đi Busan     |
| Hầm Bomun      | Oam-ri, Bomun-myeon, Yecheon-gun, Gyeongsangbuk-do             | 801m      | 1999            | Hướng đi Chuncheon |
| Hầm Bomun      | Sinyang-ri, Pungsan-eup, Andong-si, Gyeongsangbuk-do           | 778m      | 1999            | Hướng đi Busan     |
| Hầm Bonghyeon  | Dusan-ri, Bonghyeon-myeon, Yeongju-si, Gyeongsangbuk-do        | 532m      | 2001            | Hướng đi Chuncheon |
| Hầm Bonghyeon  | Dusan-ri, Bonghyeon-myeon, Yeongju-si, Gyeongsangbuk-do        | 533m      | 2001            | Hướng đi Busan     |
| Hầm Jukryeong  | Yongbuwon-ri, Daegang-myeon, Danyang-gun, Chungcheongbuk-do    | 4,600m    | 2001            | Hướng đi Chuncheon |
| Hầm Jukryeong  | Sucheol-ri, Punggi-eup, Yeongju-si, Gyeongsangbuk-do           | 4,600m    | 2001            | Hướng đi Busan     |
| Hầm Danyang    | Hyeongok-ri, Jeokseong-myeon, Danyang-gun, Chungcheongbuk-do   | 500m      | 2001            | Hướng đi Chuncheon |
| Hầm Danyang    | Hyeongok-ri, Jeokseong-myeon, Danyang-gun, Chungcheongbuk-do   | 465m      | 2001            | Hướng đi Busan     |
| Hầm Hyeongok   | Hyeongok-ri, Jeokseong-myeon, Danyang-gun, Chungcheongbuk-do   | 220m      | 2001            |                    |
| Hầm Jeokseong  | Ha-ri, Jeokseong-myeon, Danyang-gun, Chungcheongbuk-do         | 560m      | 2001            | Hướng đi Chuncheon |
| Hầm Jeokseong  | Ha-ri, Jeokseong-myeon, Danyang-gun, Chungcheongbuk-do         | 616m      | 2001            | Hướng đi Busan     |
| Hầm Jecheon    | Pojeon-ri, Geumseong-myeon, Jecheon-si, Chungcheongbuk-do      | 1,190m    | 2001            | Hướng đi Chuncheon |
| Hầm Jecheon    | Sangwongok-ri, Jeokseong-myeon, Danyang-gun, Chungcheongbuk-do | 1,150m    | 2001            | Hướng đi Busan     |
| Hầm Chiak 1    | Geumdae-ri, Panbu-myeon, Wonju-si, Gangwon                     | 193m      | 1995            | Hướng đi Chuncheon |
| Hầm Chiak 2    | Geumdae-ri, Panbu-myeon, Wonju-si, Gangwon                     | 179m      | 1995            | Hướng đi Chuncheon |
| Hầm Chiak 2    | Geumdae-ri, Panbu-myeon, Wonju-si, Gangwon                     | 298m      | 2000            | Hướng đi Busan     |
| Hầm Chiak 3    | Geumdae-ri, Panbu-myeon, Wonju-si, Gangwon                     | 298m      | 1995            | Hướng đi Chuncheon |
| Hầm Chiak 3    | Geumdae-ri, Panbu-myeon, Wonju-si, Gangwon                     | 320m      | 2000            | Hướng đi Busan     |
| Hầm Chiak 4    | Geumdae-ri, Panbu-myeon, Wonju-si, Gangwon                     | 147m      | 1995            | Hướng đi Chuncheon |
| Hầm Chiak 4    | Geumdae-ri, Panbu-myeon, Wonju-si, Gangwon                     | 151m      | 2000            | Hướng đi Busan     |
| Hầm Geumdae 1  | Geumdae-ri, Panbu-myeon, Wonju-si, Gangwon                     | 324m      | 1995            | Hướng đi Chuncheon |
| Hầm Geumdae 1  | Geumdae-ri, Panbu-myeon, Wonju-si, Gangwon                     | 317m      | 2000            | Hướng đi Busan     |
| Hầm Geumdae 2  | Geumdae-ri, Panbu-myeon, Wonju-si, Gangwon                     | 228m      | 1995            | Hướng đi Chuncheon |
| Hầm Geumdae 2  | Geumdae-ri, Panbu-myeon, Wonju-si, Gangwon                     | 213m      | 2000            | Hướng đi Busan     |
| Hầm Manjong    | Musil-dong, Wonju-si, Gangwon                                  | 423m      | 1995            | Hướng đi Chuncheon |
| Hầm Manjong    | Musil-dong, Wonju-si, Gangwon                                  | 434m      | 2000            | Hướng đi Busan     |
| Hầm Hoengseong | Osan-ri, Gonggeun-myeon, Hoengseong-gun, Gangwon               | 405m      | 2001            | Hướng đi Chuncheon |
| Hầm Hoengseong | Hakgok-ri, Hoengseong-eup, Hoengseong-gun, Gangwon             | 367m      | 2001            | Hướng đi Busan     |
| Hầm Gonggeun   | Maegok-ri, Gonggeun-myeon, Hoengseong-gun, Gangwon             | 635m      | 2001            | Hướng đi Chuncheon |
| Hầm Gonggeun   | Maegok-ri, Gonggeun-myeon, Hoengseong-gun, Gangwon             | 570m      | 2001            | Hướng đi Busan     |
| Hầm Sammachi   | Wolun-ri, Yeonggwimi-myeon, Hongcheon-gun, Gangwon             | 1,436m    | 2001            | Hướng đi Chuncheon |
| Hầm Sammachi   | Eodun-ri, Gonggeun-myeon, Hoengseong-gun, Gangwon              | 1,429m    | 2001            | Hướng đi Busan     |
| Hầm Namsan     | Jangjeonpyeong-ri, Hongcheon-eup, Hongcheon-gun, Gangwon       | 840m      | 2001            | Hướng đi Chuncheon |
| Hầm Namsan     | Samhyeon-ri, Yeonggwimi-myeon, Hongcheon-gun, Gangwon          | 797m      | 2001            | Hướng đi Busan     |
| Hầm Gulji      | Gulji-ri, Bukbang-myeon, Hongcheon-gun, Gangwon                | 710m      | 1995            | Hướng đi Chuncheon |
| Hầm Gulji      | Gulji-ri, Bukbang-myeon, Hongcheon-gun, Gangwon                | 648m      | 2000            | Hướng đi Busan     |
| Hầm Wonmu 1    | Bongmyeong-ri, Dongsan-myeon, Chuncheon-si, Gangwon            | 497m      | 1995            | Hướng đi Chuncheon |
| Hầm Wonmu 1    | Bongmyeong-ri, Dongsan-myeon, Chuncheon-si, Gangwon            | 498m      | 2000            | Hướng đi Busan     |
| Hầm Wonmu 2    | Wonchang-ri, Dongsan-myeon, Chuncheon-si, Gangwon              | 815m      | 1995            | Hướng đi Chuncheon |
| Hầm Wonmu 2    | Wonchang-ri, Dongsan-myeon, Chuncheon-si, Gangwon              | 808m      | 2000            | Hướng đi Busan     |
| Hầm Wonchang   | Wonchang-ri, Dongsan-myeon, Chuncheon-si, Gangwon              | 224m      | 1995            | Hướng đi Chuncheon |
| Hầm Wonchang   | Wonchang-ri, Dongsan-myeon, Chuncheon-si, Gangwon              | 274m      | 2000            | Hướng đi Busan     |

## Nút giao thông · Giao lộ

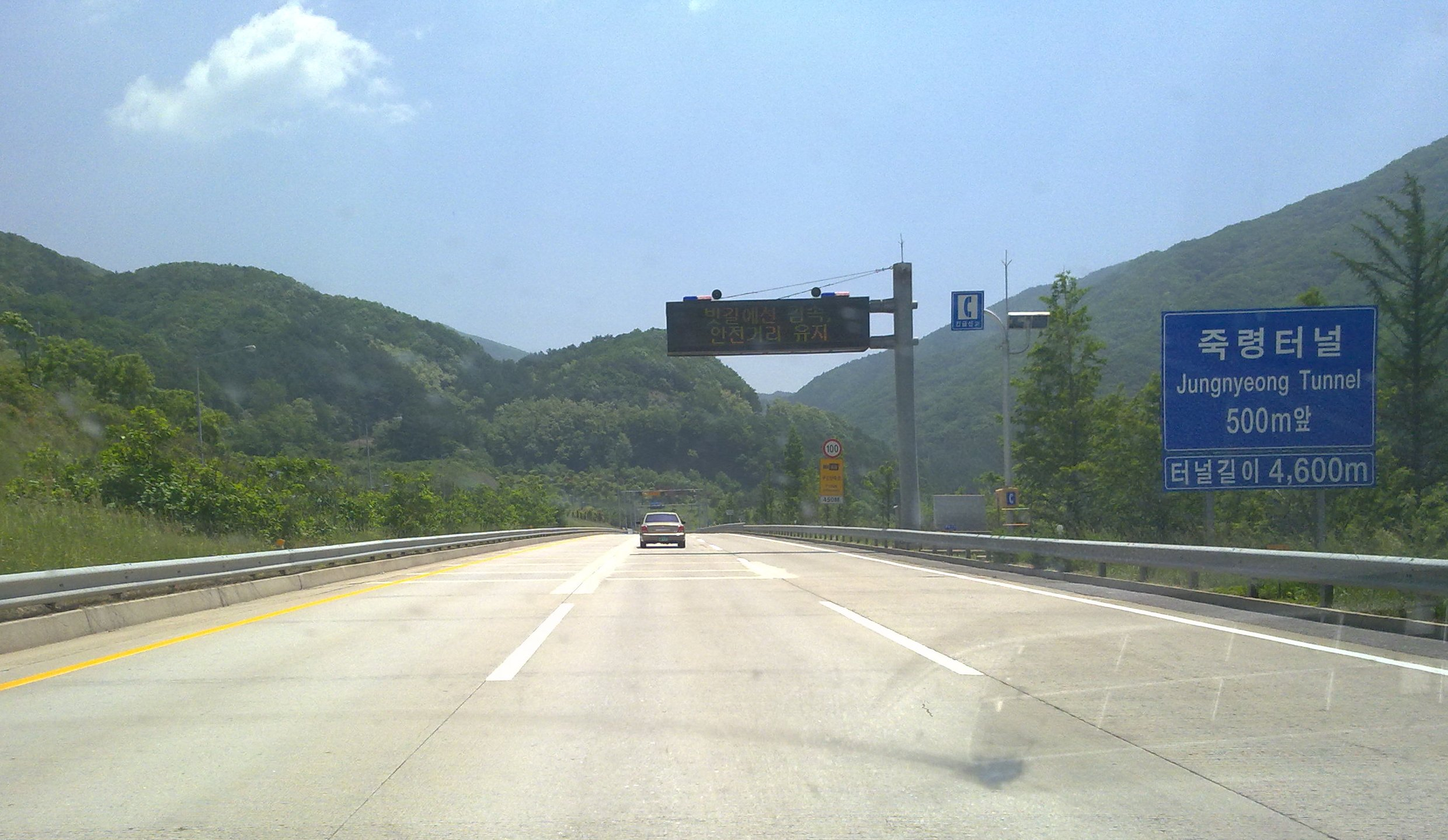
Đường hầm Jukryeong theo hướng Busan

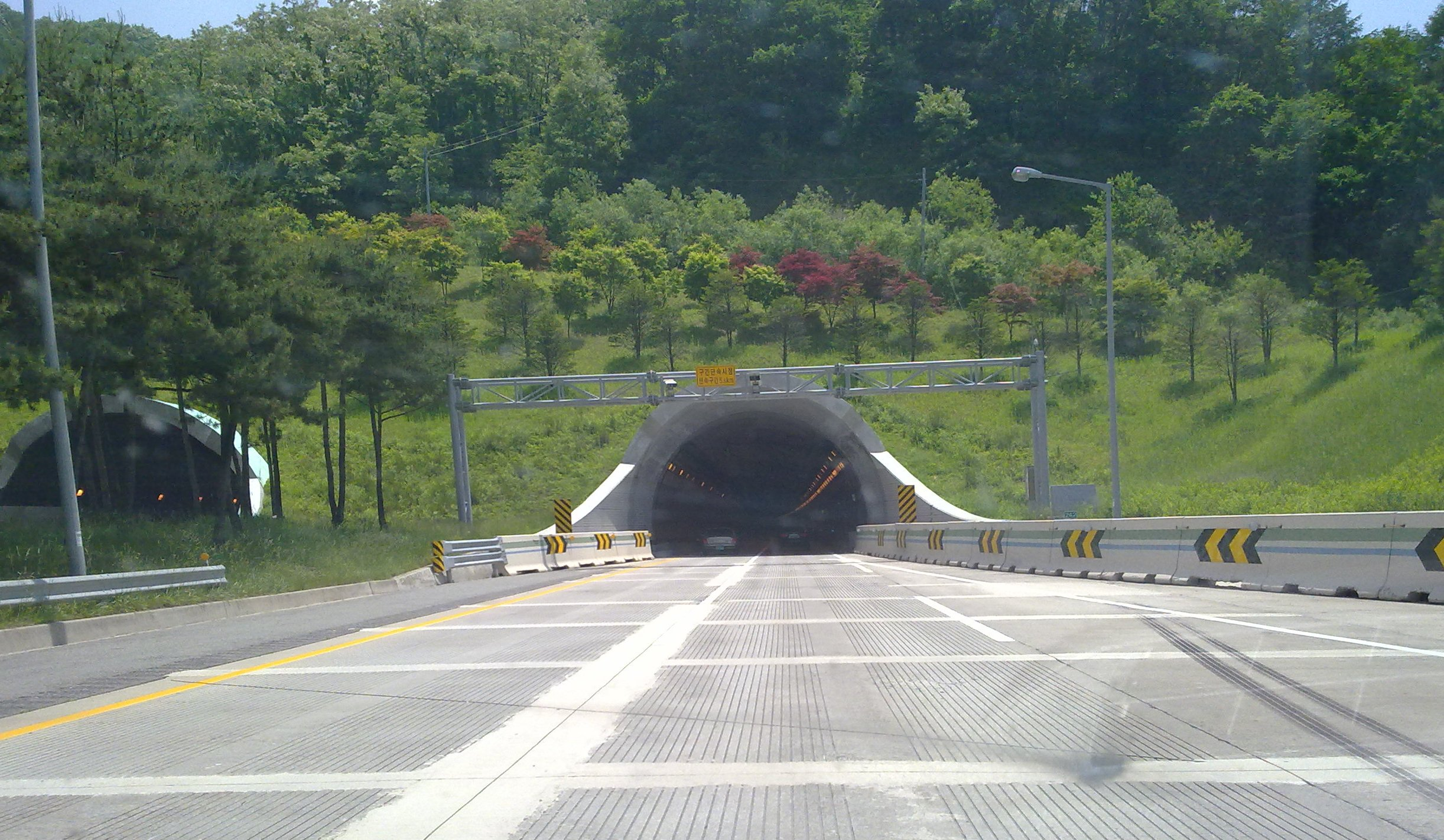
Thông tin kiểm soát khu vực lối vào đường hầm Jukryeong theo hướng Busan

- IC và JC: Giao lộ, TG: Trạm thu phí, SA: Khu vực dịch vụ.
- Đơn vị đo khoảng cách là km.
- Đối với phần trùng lặp, hãy tham khảo màu nền của cột số.
  - Phần màu xanh lam nhạt (■): Đoạn đi trùng với Đường cao tốc Gyeongbu

| Số                                  | Tên                                 | Tên                                 | Khoảng cách                         | Tổng khoảng cách                    | Kết nối | Vị trí                              | Vị trí | Ghi chú |
| Số                                  | Tiếng Anh                           | Hangul                              | Khoảng cách                         | Tổng khoảng cách                    | Kết nối | Vị trí                              | Vị trí | Ghi chú |
| Kết nối trực tiếp với Gwanmun-daero | Kết nối trực tiếp với Gwanmun-daero | Kết nối trực tiếp với Gwanmun-daero | Kết nối trực tiếp với Gwanmun-daero | Kết nối trực tiếp với Gwanmun-daero | Kết nối trực tiếp với Gwanmun-daero | Kết nối trực tiếp với Gwanmun-daero | Kết nối trực tiếp với Gwanmun-daero                                                                                               | Kết nối trực tiếp với Gwanmun-daero |
| ----------------------------------- | ----------------------------------- | ----------------------------------- | ----------------------------------- | ----------------------------------- | --- | ----------------------------------- | --- | --- |
|                                     |                                     | Đầu Busan                           | -                                   | 0.00                                | | Busan                               | Sasang-gu | |
| 1                                   | Samnak                              | 삼락                                | 0.20                                | 0.20                                | Tuyến đường thành phố Busan số 31 (Gonghang-ro) Tuyến đường thành phố Busan số 33 (Gwanmun-daero) Tuyến đường thành phố Busan số 66 (Gangbyeon-daero) Chaeyukgongwon-ro | Busan                               | Sasang-gu | |
| 1                                   | Samnak                              | 삼락                                | 0.20                                | 0.20                                | Tuyến đường thành phố Busan số 31 (Gonghang-ro) Tuyến đường thành phố Busan số 33 (Gwanmun-daero) Tuyến đường thành phố Busan số 66 (Gangbyeon-daero) Chaeyukgongwon-ro | Busan                               | Gangseo-gu | |
| 2                                   | Daejeo JC                           | 대저 분기점                         | 2.94                                | 3.14                                | Đường cao tốc Namhae Quốc lộ 14 (Nakdongbuk-ro) Tuyến đường thành phố Busan số 31 (Gonghang-ro) Tuyến đường thành phố Busan số 40 (Nakdongbuk-ro) Chaeyukgongwon-ro     | Busan                               | Trong trường hợp hướng Chuncheon đồng thời đóng vai trò là nút giao thông thì không thể đi vào Đường cao tốc Namhae (hướng Busan) | |
| 2-1                                 | Chojeong                            | 초정                                |                                     |                                     | Tỉnh lộ 69 (Seonakdong-ro) Tuyến đường thành phố Busan số 77 (Seonakdong-ro)                                                                                            | Gyeongsangnam-do                    | Gimhae-si | Chỉ được phép vào hướng Chuncheon và ra hướng Busan |
| 2-2                                 | Daedong                             | 대동                                |                                     |                                     | Tỉnh lộ 69 (Daedong-ro) | Gyeongsangnam-do                    | Gimhae-si | Thanh toán tiền vé khi đi vào hướng Busan và đi vào hướng Chuncheon Trạm thu phí chính (nút giao, trạm thu phí tất cả trong một)                                                     |
| 2-2                                 | Daedong TG                          | 대동 요금소                         |                                     |                                     | Tỉnh lộ 69 (Daedong-ro) | Gyeongsangnam-do                    | Gimhae-si | Thanh toán tiền vé khi đi vào hướng Busan và đi vào hướng Chuncheon Trạm thu phí chính (nút giao, trạm thu phí tất cả trong một)                                                     |
| 2-3                                 | Daegam JC                           | 대감 분기점                         |                                     |                                     | Đường cao tốc vành đai ngoài Busan | Gyeongsangnam-do                    | Gimhae-si | |
| 3                                   | Daedong JC                          | 대동 분기점                         | 6.98                                | 10.12                               | Đường cao tốc nhánh Jungang | Gyeongsangnam-do                    | Gimhae-si | Trong trường hợp của Chuncheon, không thể đi vào Đường cao tốc nhánh Jungang (về phía Gimhae).                                                                                       |
| 4                                   | Sangdong                            | 상동                                | 6.64                                | 16.76                               | Tỉnh lộ 60 (Sangdong-ro) Tỉnh lộ 69 (Dongbuk-ro) | Gyeongsangnam-do                    | Gimhae-si | |
| 5                                   | Samnangjin                          | 삼랑진                              | 15.29                               | 32.05                               | Quốc lộ 58 (Samnangjin-ro) Tỉnh lộ 1022 (Samnangjin-ro·Cheontae-ro) | Gyeongsangnam-do                    | Miryang-si | |
| 6                                   | S.Miryang                           | 남밀양                              | 7.56                                | 39.61                               | Quốc lộ 25 (Miryang-daero) | Gyeongsangnam-do                    | Miryang-si | |
| 7                                   | Miryang                             | 밀양                                | 6.03                                | 45.64                               | Quốc lộ 24 (Miryang-daero) Quốc lộ 25 (Miryang-daero·Sangdong-ro) | Gyeongsangnam-do                    | Miryang-si | |
| 7-1                                 | Miryang JC                          | 밀양 분기점                         |                                     |                                     | Đường cao tốc Hamyang–Ulsan | Gyeongsangnam-do                    | Miryang-si | |
| SA                                  | Cheongdo Saemaeul SA                | 청도새마을휴게소                    |                                     |                                     | | Gyeongsangbuk-do                    | Cheongdo-gun | Cả hai hướng |
| 8                                   | Cheongdo                            | 청도                                | 18.03                               | 63.67                               | Quốc lộ 20 (Cheongnyeo-ro) Quốc lộ 25 (Saemaeul-ro) | Gyeongsangbuk-do                    | Cheongdo-gun | |
| 9                                   | Suseong                             | 수성                                | 22.30                               | 85.97                               | Quốc lộ 25 (Dalgubeol-daero) Tuyến đường thành phố Daegu số 40 (Dalgubeol-daero) Worldcup-ro                                                                            | Daegu                               | Suseong-gu | |
| 10                                  | E.Daegu                             | 동대구                              | 3.60                                | 89.57                               | Quốc lộ 4 (Hwarang-ro) | Daegu                               | Dong-gu | |
| 11                                  | E.Daegu JC                          | 동대구 분기점                       | 2.60                                | 92.17                               | Đường cao tốc Gyeongbu Đường cao tốc vành đai ngoài Daegu | Daegu                               | Dong-gu | Kết nối với Sangmae JC Trong trường hợp đi theo hướng Busan, không thể đi vào Đường cao tốc vành đai ngoài Daegu Kết nối trực tiếp với Đường cao tốc Gyeongbu khi đi thẳng đến Busan |
| 12                                  | Dodong JC                           | 도동 분기점                         |                                     |                                     | Đường cao tốc Saemangeum–Pohang | Daegu                               | Dong-gu | Kết nối với Palgongsan IC của Đường cao tốc Saemangeum–Pohang |
| 13                                  | N.Daegu                             | 북대구                              |                                     |                                     | Quốc lộ 5 (Nowon-ro) Quốc lộ 25 (Nowon-ro) Tuyến đường thành phố Daegu số 11 (Shincheon-daero) Tuyến đường thành phố Daegu số 12 (Seobyeonnam-ro)                       | Daegu                               | Buk-gu | |
| 14                                  | Geumho JC                           | 금호 분기점                         | 16.33                               | 108.50                              | Đường cao tốc Gyeongbu Đường cao tốc nhánh Jungbu Naeryuk | Daegu                               | Buk-gu | Kết nối trực tiếp với Đường cao tốc Gyeongbu khi đi thẳng đến Chuncheon Kết nối trực tiếp với Đường cao tốc nhánh Jungbu Naeryuk khi đi thẳng đến Busan                              |
| 15                                  | Chilgok                             | 칠곡                                | 4.78                                | 113.28                              | Quốc lộ 4 (Taejeon-ro) Quốc lộ 5 (Chilgokjungang-daero) Quốc lộ 25 (Chilgokjungang-daero) Gwaneum-ro·Guam-ro                                                            | Daegu                               | Buk-gu | |
| 15-1                                | Dongmyeong-Dongho Juction           | 동명동호 분기점                     |                                     |                                     | Đường cao tốc vành đai ngoài Daegu Tuyến đường thành phố Daegu số 10 (Hoguk-ro)                                                                                         | Gyeongsangbuk-do                    | Chilgok-gun | Đối với trường hợp của Chuncheon, không thể đi vào Đường cao tốc vành đai ngoài Daegu                                                                                                |
| SA                                  | Dongmyeong SA                       | 동명휴게소                          |                                     |                                     | | Gyeongsangbuk-do                    | Chilgok-gun | Cả hai hướng |
| 16                                  | Dabu                                | 다부                                | 13.90                               | 127.18                              | Quốc lộ 5 (Gyeongbuk-daero) Quốc lộ 25 (Gyeongbuk-daero) Tỉnh lộ 79 (Hoguk-ro·Dabuwon 1-gil) Tỉnh lộ 923 (Hoguk-ro·Dabuwon 1-gil)                                       | Gyeongsangbuk-do                    | Chilgok-gun | |
| 17                                  | Gasan                               | 가산                                | 6.28                                | 133.46                              | Quốc lộ 5 (Gyeongbuk-daero) Quốc lộ 25 (Nakdong-daero·Songsin-ro) | Gyeongsangbuk-do                    | Chilgok-gun | |
| 17-1                                | Gunwi JC                            | 군위 분기점                         |                                     |                                     | Đường cao tốc Sangju–Yeongcheon | Gyeongsangbuk-do                    | Gunwi-gun | |
| 18                                  | Gunwi                               | 군위                                | 12.11                               | 145.57                              | Quốc lộ 5 (Gyeongbuk-daero) Quốc lộ 67 (Jangcheon-ro) | Gyeongsangbuk-do                    | Gunwi-gun | |
| SA                                  | Gunwi SA                            | 군위휴게소                          |                                     |                                     | | Gyeongsangbuk-do                    | Gunwi-gun | Cả hai hướng |
| 19                                  | Uiseong                             | 의성                                | 11.00                               | 156.57                              | Quốc lộ 5 (Gyeongbuk-daero) Tỉnh lộ 68 (Gyeongbuk-daero) | Gyeongsangbuk-do                    | Uiseong-gun | |
| 20                                  | Andong JC                           | 안동 분기점                         |                                     |                                     | Đường cao tốc Seosan–Yeongdeok | Gyeongsangbuk-do                    | Andong-si | |
| 21                                  | S.Andong                            | 남안동                              | 22.73                               | 179.30                              | Tỉnh lộ 914 (Pungil-ro) | Gyeongsangbuk-do                    | Andong-si | |
| SA                                  | Andong SA                           | 안동휴게소                          |                                     |                                     | | Gyeongsangbuk-do                    | Andong-si | Cả hai hướng |
| 22                                  | W.Andong                            | 서안동                              | 15.00                               | 194.30                              | Quốc lộ 24 (Gyeongseo-ro) | Gyeongsangbuk-do                    | Andong-si | |
| 23                                  | Yecheon                             | 예천                                | 13.30                               | 207.60                              | Tỉnh lộ 928 (Bomun-ro) | Gyeongsangbuk-do                    | Yecheon-gun | |
| 24                                  | Yeongju                             | 영주                                | 12.10                               | 219.70                              | Quốc lộ 28 (Yeyeong-ro) Jangsu-ro·Chunghyo-ro | Gyeongsangbuk-do                    | Yeongju-si | |
| SA                                  | Yeongju SA                          | 영주휴게소                          |                                     |                                     | | Gyeongsangbuk-do                    | Yeongju-si | Cả hai hướng (khu nghỉ tạm) (Cả hai hướng không có cây xăng) |
| 25                                  | Punggi                              | 풍기                                | 10.20                               | 229.90                              | Quốc lộ 5 (Jukryeong-ro) Quốc lộ 36 (Jukryeong-ro) Tỉnh lộ 931 (Sobaek-ro)                                                                                              | Gyeongsangbuk-do                    | Yeongju-si | |
| 26                                  | Danyang                             | 단양                                | 16.98                               | 246.88                              | Quốc lộ 5 (Danyang-ro·Jukryeong-ro) Quốc lộ 36 (Danyang-ro·Jukryeong-ro) Tỉnh lộ 927 (Sainam-ro)                                                                        | Chungcheongbuk-do                   | Danyang-gun | |
| SA                                  | Danyang Palgyeong SA                | 단양팔경휴게소                      |                                     |                                     | | Chungcheongbuk-do                   | Danyang-gun | Cả hai hướng |
| 27                                  | N.Danyang                           | 북단양                              | 14.19                               | 261.07                              | Tỉnh lộ 532 (Jeokseong-ro) | Chungcheongbuk-do                   | Danyang-gun | |
| 28                                  | S.Jecheon                           | 남제천                              | 12.03                               | 273.10                              | Tỉnh lộ 82 (Cheongpungho-ro) Tỉnh lộ 532 (Cheongpungho-ro) | Chungcheongbuk-do                   | Jecheon-si | Khi đi vào hướng Chuncheon, kết nối với Jecheon JC |
| 28-1                                | Jecheon JC                          | 제천 분기점                         |                                     |                                     | Đường cao tốc Pyeongtaek–Jecheon | Chungcheongbuk-do                   | Jecheon-si | |
| SA                                  | Jecheon SA                          | 제천휴게소                          |                                     |                                     | | Chungcheongbuk-do                   | Jecheon-si | Cả hai hướng (khu nghỉ tạm) (Cả hai hướng không có cây xăng) |
| 29                                  | Jecheon                             | 제천                                | 8.30                                | 281.40                              | Quốc lộ 5 (Bukbu-ro·Jewon-ro) Quốc lộ 38 (Bukbu-ro) | Chungcheongbuk-do                   | Jecheon-si | Seojecheon IC cũ |
| 30                                  | Sillim                              | 신림                                | 12.82                               | 294.22                              | Quốc lộ 5 (Chiak-ro) Tỉnh lộ 88 (Silrimhwangdun-ro·Chiak-ro) | Gangwon                             | Wonju-si | |
| SA                                  | Chiak SA                            | 치악휴게소                          |                                     |                                     | | Gangwon                             | Wonju-si | Cả hai hướng |
| 30-1                                | Gwanseol                            | 관설                                |                                     |                                     | Quốc lộ 42 () | Gangwon                             | Wonju-si | Nút giao thông Hi-pass |
| 31                                  | S.Wonju                             | 남원주                              | 18.58                               | 312.80                              | Quốc lộ 19 (Bukwon-ro) (Đường vòng thay thế quốc lộ Wonju) | Gangwon                             | Wonju-si | |
| 32                                  | Manjong JC                          | 만종 분기점                         | 4.95                                | 317.75                              | Đường cao tốc Yeongdong | Gangwon                             | Wonju-si | |
| 32-1                                | Sinpyeong JC                        | 신평 분기점                         |                                     |                                     | Đường cao tốc Gwangju–Wonju | Gangwon                             | Wonju-si | Không thể đi vào Đường cao tốc Gwangju–Wonju (theo hướng Wonju) theo cả hai hướng |
| 33                                  | N.Wonju                             | 북원주                              | 7.78                                | 325.53                              | Quốc lộ 5 (Bukwon-ro) Quốc lộ 19 (Bukwon-ro) Hojeo-ro | Gangwon                             | Wonju-si | |
| SA                                  | Wonju SA                            | 원주휴게소                          |                                     |                                     | | Gangwon                             | Wonju-si | Cả hai hướng |
| 34                                  | Hoengseong                          | 횡성                                | 10.71                               | 336.24                              | Quốc lộ 5 (Gyeonggang-ro) Quốc lộ 6 (Gyeonggang-ro) Hanwoo-ro | Gangwon                             | Hoengseong-gun | |
| 35                                  | Hongcheon                           | 홍천                                | 25.59                               | 361.83                              | Quốc lộ 44 (Seorak-ro) | Gangwon                             | Hongcheon-gun | |
| SA                                  | Hongcheongang SA                    | 홍천강휴게소                        |                                     |                                     | | Gangwon                             | Hongcheon-gun | Hướng đi Chuncheon |
| 36                                  | Chuncheon JC                        | 춘천 분기점                         | 11.29                               | 373.12                              | Đường cao tốc Seoul–Yangyang | Gangwon                             | Chuncheon-si | |
| SA                                  | Chuncheon SA                        | 춘천휴게소                          |                                     |                                     | | Gangwon                             | Chuncheon-si | Cả hai hướng |
| TG                                  | Chuncheon TG                        | 춘천 요금소                         |                                     |                                     | | Gangwon                             | Chuncheon-si | Trạm thu phí chính |
| 37                                  | Chuncheon                           | 춘천                                | 12.88                               | 386.00                              | Quốc lộ 5 (Sunhwan-daero·Yeongseo-ro) Quốc lộ 46 (Sunhwan-daero) | Gangwon                             | Chuncheon-si | Chỉ có thể đi vào hướng Busan và ra hướng Chuncheon. |
|                                     |                                     | Đầu Chuncheon                       | 1.09                                | 387.09                              | Quốc lộ 5 (Sunhwan-daero·Yeongseo-ro) | Gangwon                             | Chuncheon-si | |
| Kết nối trực tiếp với Yeongseo-ro   |                                     |                                     |                                     |                                     | |                                     | | |

## Khu vực đi qua
Busan
- Sasang-gu (Samnak-dong) - Gangseo-gu (Daejeo 1-dong)

Gyeongsangnam-do
- Gimhae-si (Daedong-myeon - Sangdong-myeon - Saengnim-myeon) - Miryang-si (Samnangjin-eup - Sangnam-myeon - Gagok-dong - Yongpyeong-dong - Hwajeong-dong - Sanoe-myeon - Sangdong-myeon)

Gyeongsangbuk-do
- Cheongdo-gun (Cheongdo-eup - Hwayang-eup - Cheongdo-eup - Hwayang-eup) - Gyeongsan-si (Namcheon-myeon - Okgok-dong - Sajeong-dong - Oksan-dong)

Daegu
- Suseong-gu (Uksu-dong - Nobyeon-dong - Daeheung-dong - Siji-dong - Gacheon-dong) - Dong-gu (Yulha-dong - Yonggye-dong - Sinpyeong-dong - Budong - Bangchon-dong - Dunsan-dong - Geoseo-dong - Dodong - Bongmu-dong - Bullo-dong) - Buk-gu (Geomdan-dong - Sangyeok-dong - Seobyeon-dong - Joya-dong - Nogok-dong - Paldal-dong - Geumho-dong - Taejeon- dong - Gwaneum-dong - Eumnae-dong)

Gyeongsangbuk-do
- Chilgok-gun (Dongmyeong-myeon - Gasan-myeon) - Gumi-si (Jangcheon-myeon)

Daegu
- Gunwi-gun Hyoryeong-myeon

Gyeongsangbuk-do
- Gumi-si Jangcheon-myeon

Daegu
- Gunwi-gun Gunwi-eup

Gyeongsangbuk-do
- Uiseong-gun (Bongyang-myeon - Anpyeong-myeon) - Andong-si (Iljik-myeon - Namhu-myeon - Pungsan-eup) - Yecheon-gun (Bomun-myeon - Gamcheon-myeon) - Yeongju-si (Jangsu-myeon - Anjeong-myeon - Bonghyeon-myeon - Punggi-eup)

Chungcheongbuk-do
- Danyang-gun (Daegang-myeon - Danseong-myeon - Jeokseong-myeon) - Jecheon-si (Geumseong-myeon - Bongyang-eup)

Gangwon
- Wonju-si (Sillim-myeon - Panbu-myeon - Gwanseol-dong - Dangu-dong - Panbu-myeon - Musil-dong - Hojeo-myeon - Jijeong-myeon - Hojeo-myeon) - Hoengseong-gun (Hoengseong-eup - Gonggeun-myeon) - Hongcheon-gun (Dong-myeon - Hongcheon-eup - Bukbang-myeon) - Chuncheon-si (Dongsan-myeon - Dongnae-myeon - Seoksa-dong)